# کیاواری
کیاواری (به ایتالیایی: Chiavari) یک کومونه در ایتالیا است که در استان جنوا واقع شده‌است.

## خصوصیات
کیاواری ۱۲٫۱ کیلومترمربع مساحت و ۲۷٬۶۸۳ نفر جمعیت دارد و ۵ متر بالاتر از سطح دریا واقع شده‌است.

## نگارخانه

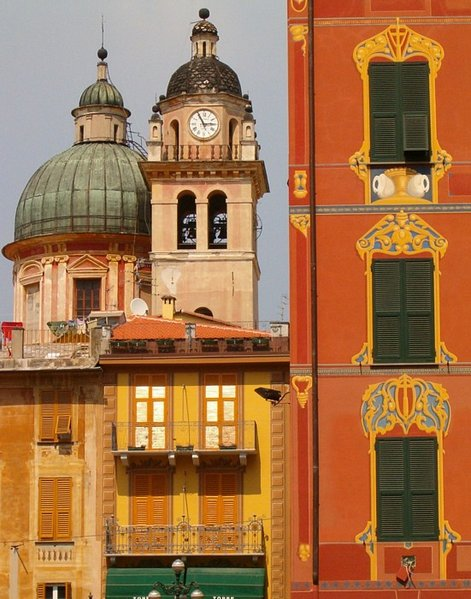
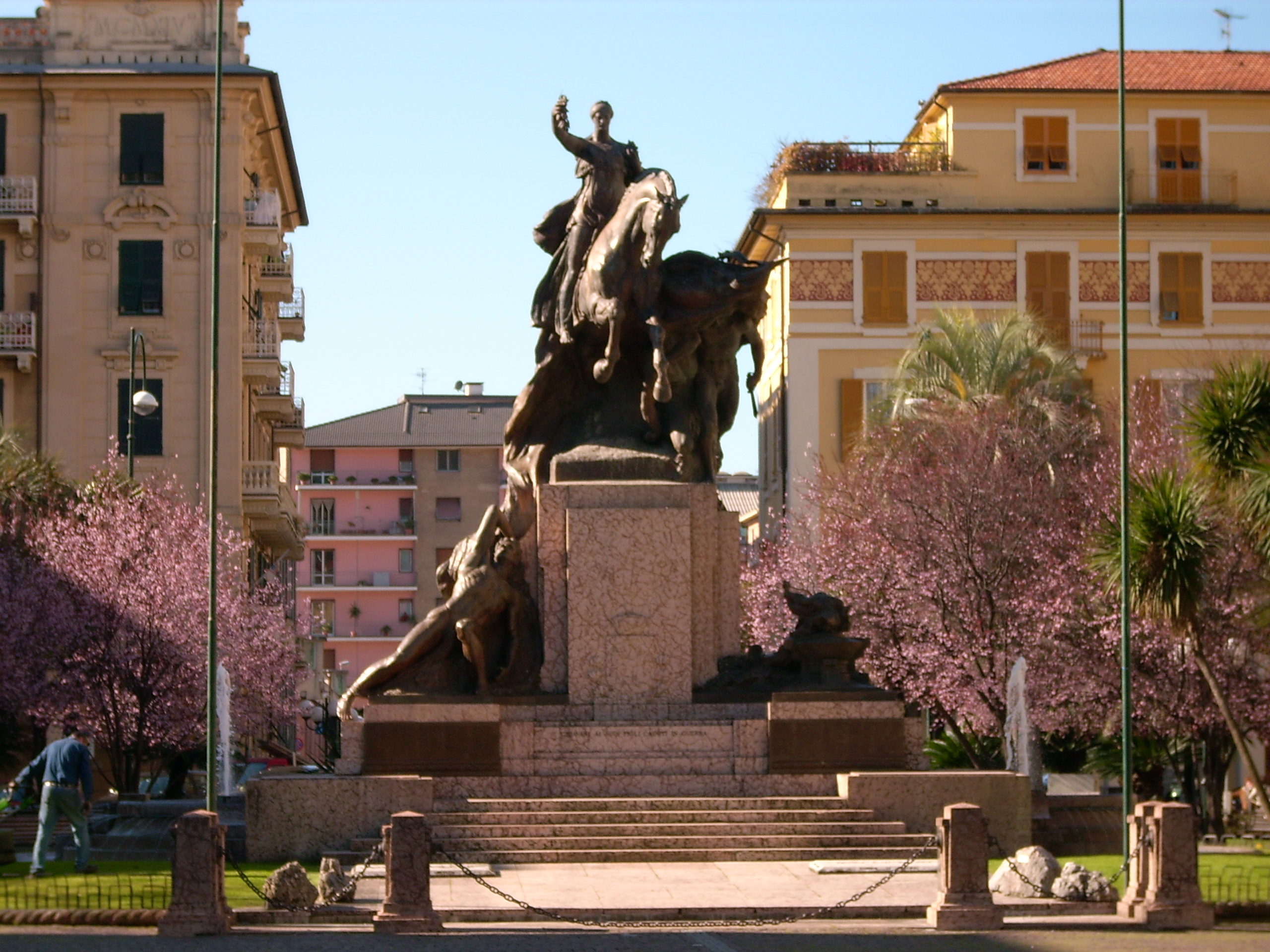
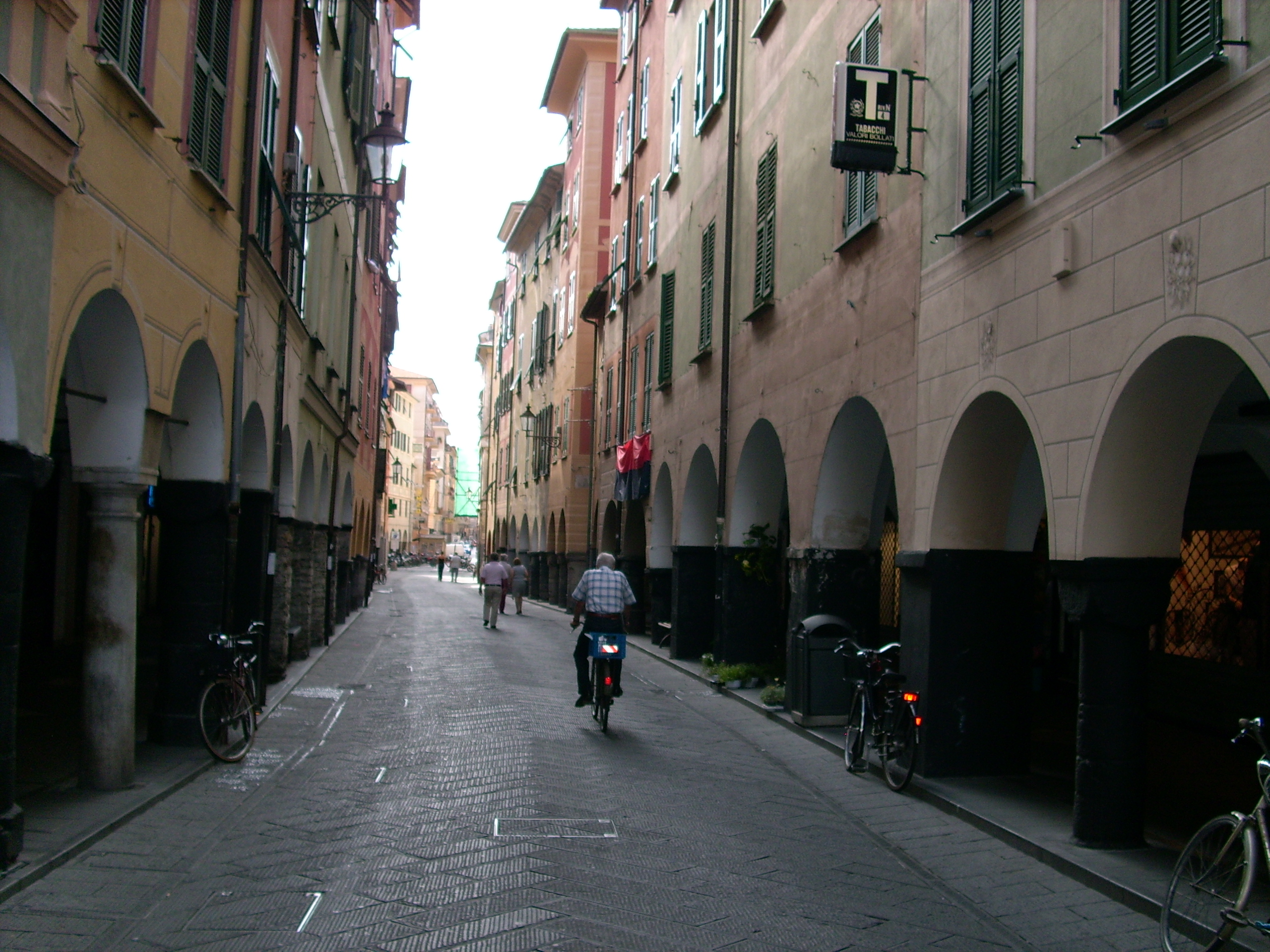
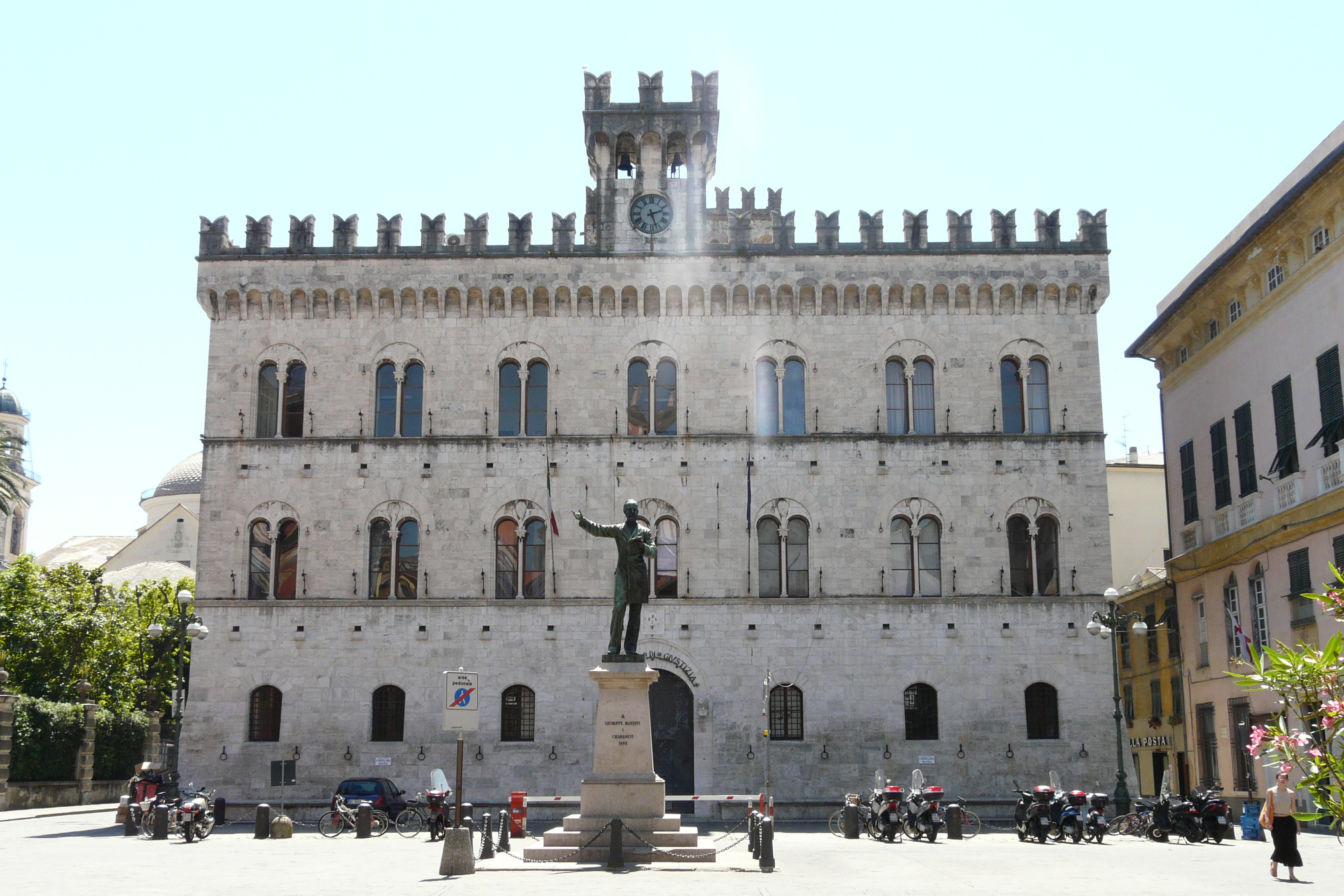
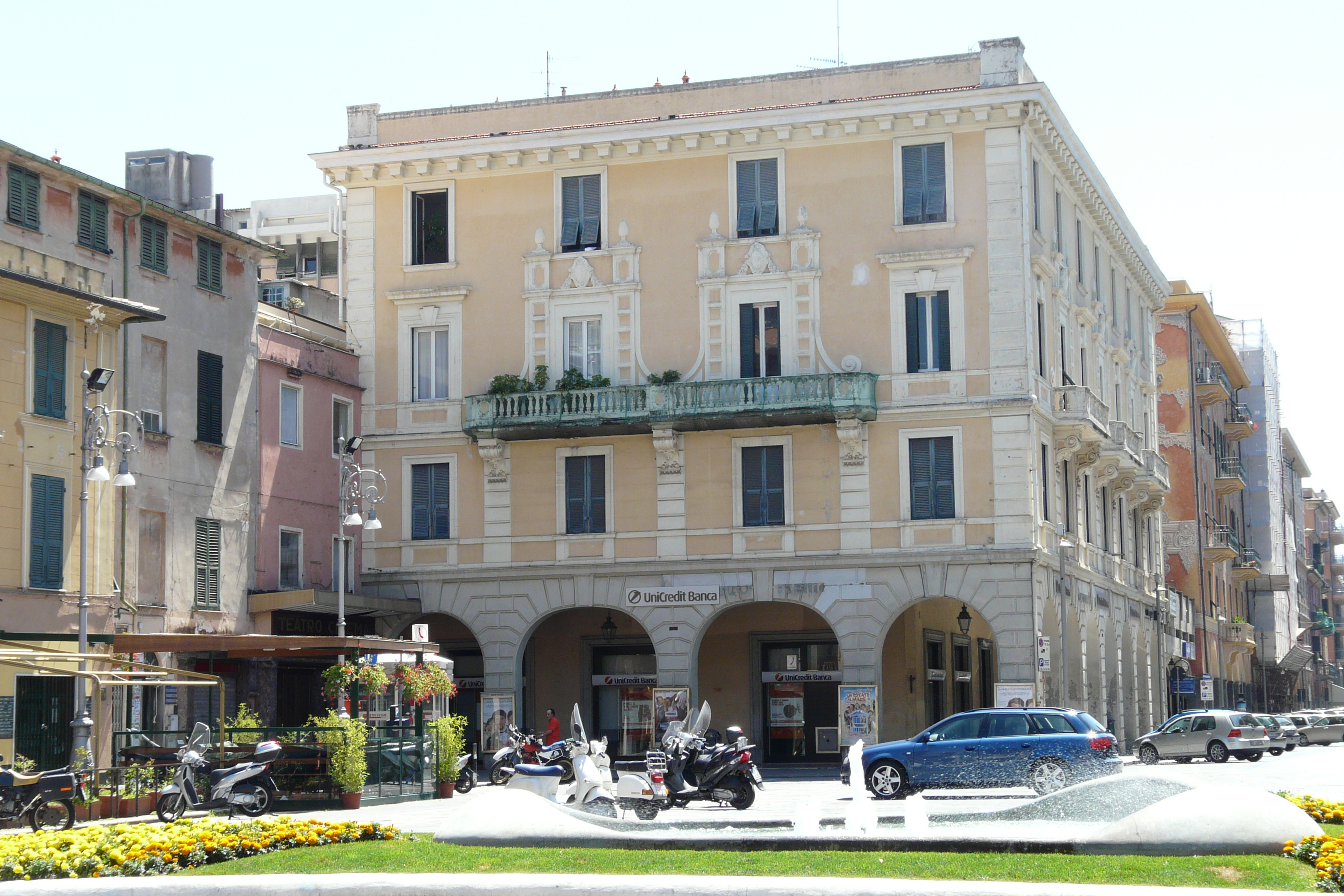
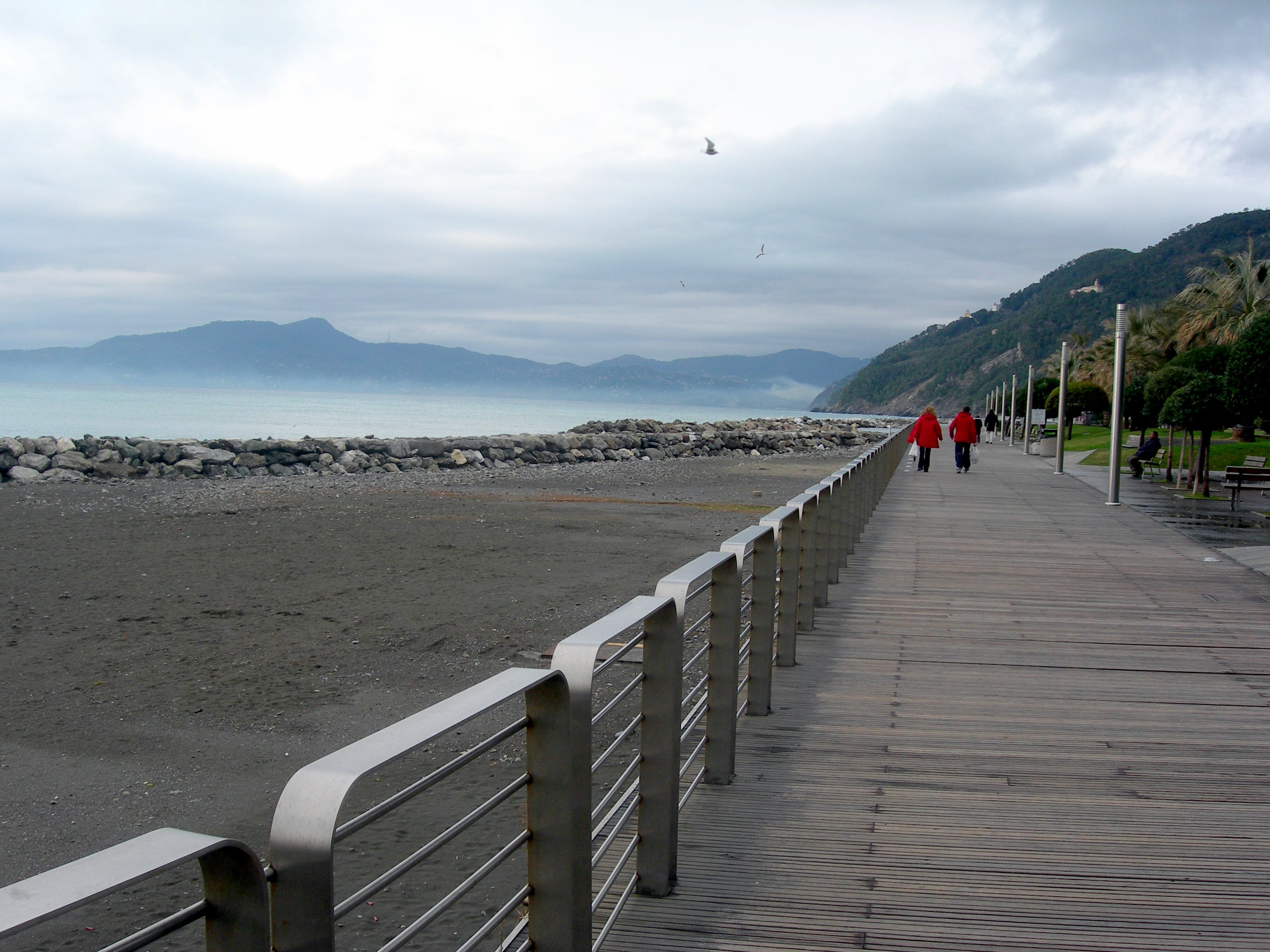
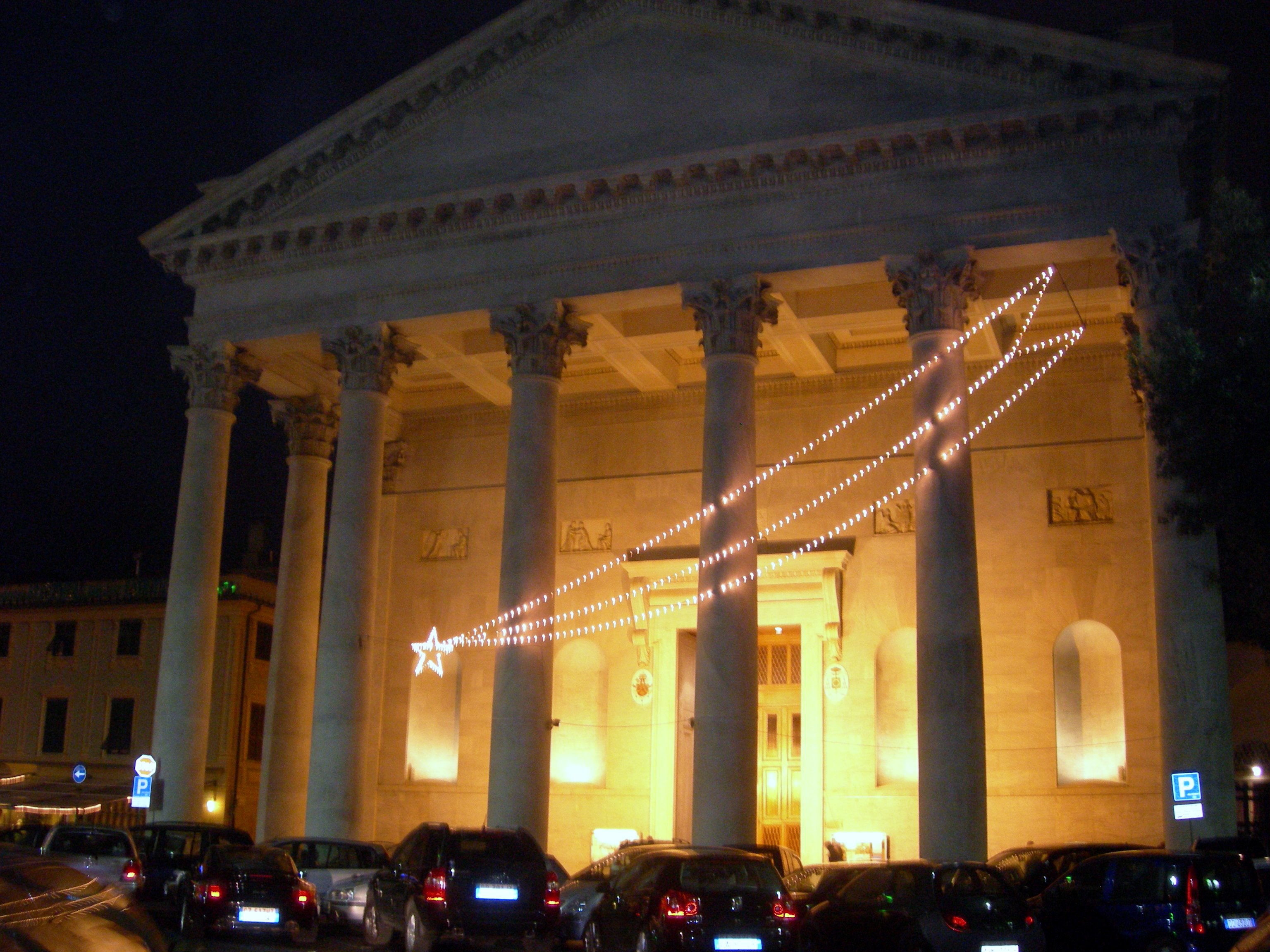
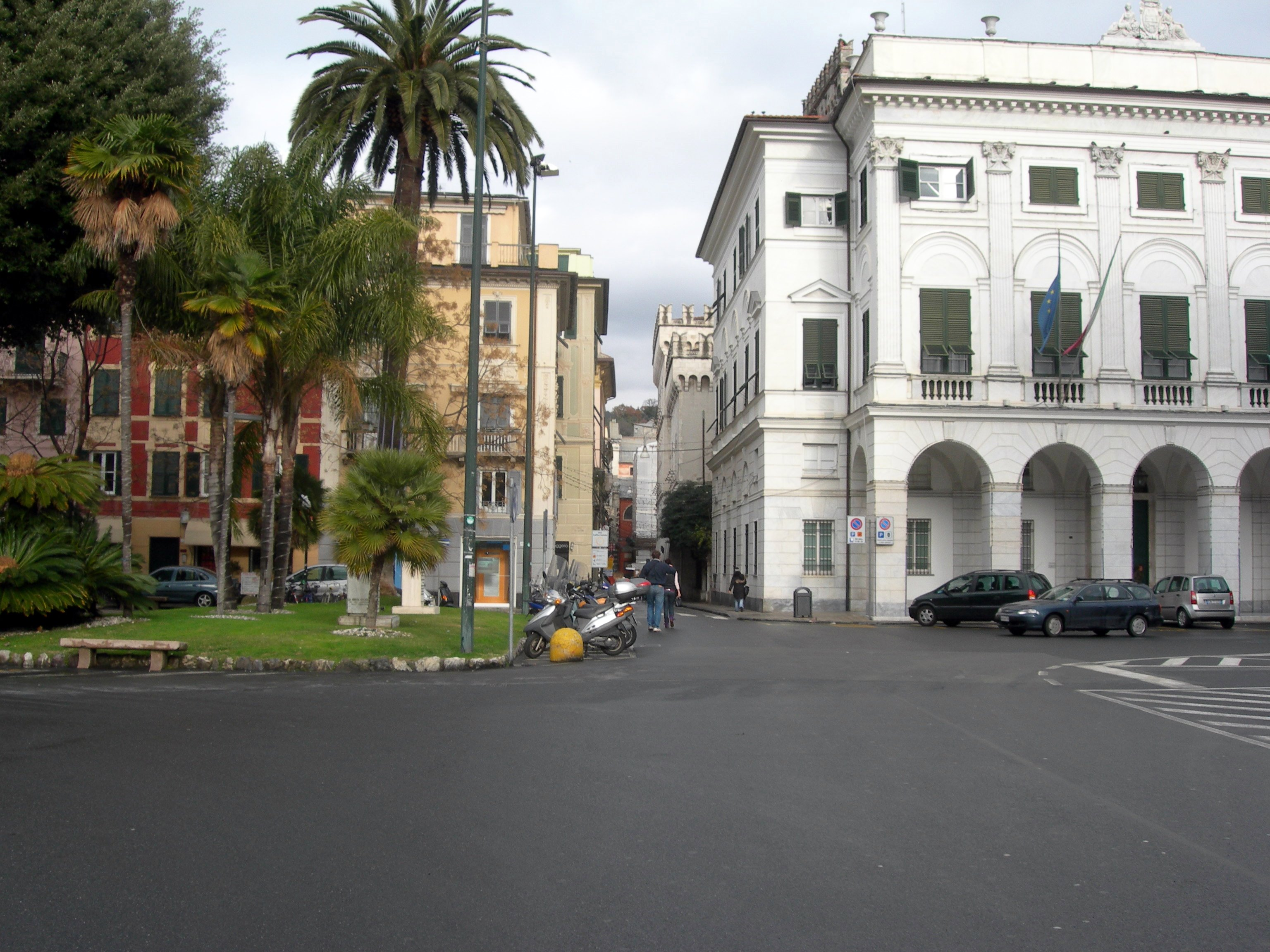